# 도이치 목록

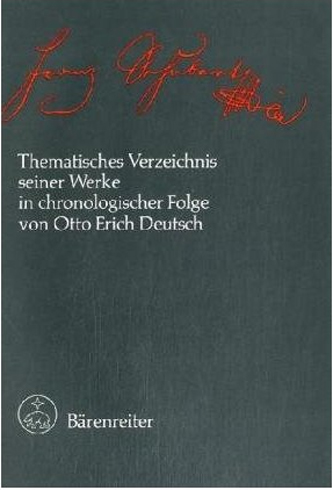
Deutsch-Verzeichnis 1978

도이치 목록(독일어: Deutsch-Verzeichnis)은 오토 에리히 도이치(de)가 프란츠 슈베르트의 작품을 정리한 목록이다. D의 뒤에 번호를 붙여 표시하며, 도이치 번호라고 부른다. 예를 들어 교향곡 7번은 도이치 번호 729(D. 729)이다.
슈베르트의 작품은 1000여개에 달하지만 작품 번호(Op.)가 붙어 있는 작품은 160여개에 불과한데다, 작품 번호는 보통 작곡된 순서가 아닌 출판된 순서를 따르기에 작곡 순서와 출판 순서의 괴리가 큰 슈베르트의 작품 관리·검색 등이 불편한 문제가 있었다. 이에 오토 에리히 도이치가 슈베르트의 작품을 정리하여 1951년에 출판되었고 1978년에 개정하였다.
이 목록은 대체적으로 작품이 만들어진 시계열적 순서에 따라 정리되었으나, 966번 이후의 목록은 정리 당시에 작곡 시기가 불명확하여 맨 뒤에 기재되어 있다.

## 주요 작품의 도이치 번호

### 가곡
- D.77 : 잠수부 ver.1(Der Taucher, 1813)
- D.111 : 잠수부 ver.2(Der Taucher, 1814)
- D.328 : 마왕(Der Erlkönig, 1815)
- D.531 : 죽음과 처녀(Der Tod und das Mädchen, 1817)
- D.795 : 아름다운 물방앗간의 처녀(Die schöne Müllerin, 1822)
- D.911 : 겨울 여행(Winterreise, 1827)
- D.957 : 백조의 노래(Schwanengesang, 1828)
- D.965 : 바위 위의 목자(Der Hirt auf dem Felsen, 1828)

### 교향곡
- D.82 : 교향곡 제1번 D장조(1813)
- D.125 : 교향곡 제2번 B♭장조(1814-1815)
- D.200 : 교향곡 제3번 D장조(1815)
- D.417 : 교향곡 제4번 C단조 비극적(Tragische Sinfonie, 1816)
- D.485 : 교향곡 제5번 B♭장조(1816)
- D.589 : 교향곡 제6번 C장조(1817-1818)
- D.729 : 교향곡 제7번 E장조(1821)
- D.759 : 교향곡 제8번 B단조 미완성(Die Unvollendete, 1822)
- D.944 : 교향곡 제9번 C장조 대 교향곡(Die Große, 1825-1828)
- D.936a : 교향곡 제10번 D장조 마지막(Die Letze, 1828)

### 기타
- D.667 : 피아노 5중주 송어(1819)
- D.732 : 오페라 알폰소와 에스트렐라(Alfonso und Estrella, 1822)
- D.760 : 피아노를 위한 환상곡 여행자(Wanderer, 1822)
- D.787 : 징슈필 공모자 또는 내전(Die Verschworenen oder der häusliche Krieg, 1823)
- D.797 : 키프로스의 공주 로자문데(Rosamunde, Fürstin von Cypern, 1823)
- D.803 : 관현악을 위한 8중주(1824)